# Guillem VIII de Hessen-Kassel
Guillem VIII de Hessen-Kassel (en alemany, Wilhelm VIII von Hessen-Kassel) va néixer a Kassel el 10 de març de 1682 i va morir a Rinteln l'1 de febrer de 1760. Era el setè fill del landgravi Carles I de Hessen-Kassel (1654-1730) i d'Amàlia Kettler de Curlàndia (1653-1711).
Quan va morir el seu pare, el 1730, el seu germà gran Frederic governava com a rei de Suècia. De manera que li encomanà les tasques de govern de Hessen-Kassel, on com a regent. I a la mort de Frederic (1751), sense hereus legítims, Guillem assumí oficialment el títol de landgravi.
Va participar al costat de Prússia i d'Anglaterra en la Guerra dels Set Anys (1756-1763), amb conseqüències devastadores per a Hessen-Kassel. El país, escenari de nombroses batalles, va ser ocupat en diverses ocasions per les tropes franceses provocant enormes pèrdues i destrucció.
El 1749 el seu fill i hereu, el príncep Frederic, es va convertir al catolicisme. Fet que obligà Guillem a prendre mesures dràstiques en contra del catolicisme i dels seus seguidors, els quals podien veure limitats els seus drets civils. Així s'assegurà que el calvinisme es mantingués com la religió oficial del país, fins i tot quan el seu fill heretés el landgraviat.
El 1753 va iniciar la construcció del palau de Wilhelmstahl. Fou també el fundador de la galeria pictòrica de Kassel, en la qual hi havia obres de Rembrandt i de Rubens, entre d'altres.

## Matrimoni i fills
El 1717 es va casar amb Dorotea de Saxònia-Zeitz (1691-1743), filla del duc Maurici Guillem (1664-1718) i de la princesa Maria Amàlia de Brandenburg-Schwedt (1670-1737). El matrimoni va tenir tres fills:
- Carles (1718-1719)
- Frederic (1720-1785), hereu i landgravi de Hessen-Kassel, casat amb la princesa de la Gran Bretanya Maria de Hannover (1723-1772).
- Amàlia (1721-1744)